# Brusson (Włochy)
Brusson – miejscowość i gmina we Włoszech, w regionie Dolina Aosty, w dolinie Val d'Ayas w Alpach Pennińskich.
Według danych na styczeń 2009 gminę zamieszkiwały 862 osoby przy gęstości zaludnienia 15,6 os./1 km².